# Motilin
Motilin je 22 aminokiseline dug polipeptidni hormon iz motilinske familije, koji je kod ljudi kodiran MLN genom.
Motilin luče endokrine M ćelije koje su zastupljene u kriptama tankih creva, posebno u duodenumu i jejunumu. Motilin nije srodan sa drugim hormonima po aminokiselinskoj sekvenci. Nazvan je motilin, jer ima sposobnost stimulacije gastrične aktivnosti. Osim ljudi, motilinski receptori su prisutni u gastrointestinalnim traktovima svinja, pacova, krava, i mačaka, i u centralnom nervnom sistemu zečeva.

## Spoljašnje veze
- Motilin на 
- Fiziologija na  6/6ch2/s6ch2_26